# Lew Lwowitsch Sedow
Lew Lwowitsch Sedow (russisch Лев Львович Седов, wiss. Transliteration Lev L'vovič Sedov; deutsch auch Leo Sedow; engl. und frz. auch Leon Sedov; * 24. Februar 1906; † 16. Februar 1938 in Paris) war der älteste Sohn von Leo Trotzki und dessen zweiter Frau Natalia Sedowa und ein politischer Weggefährte seines Vaters. Er wurde, ebenso wie später sein Vater, von einem Mitarbeiter des NKWD ermordet.

## Leben

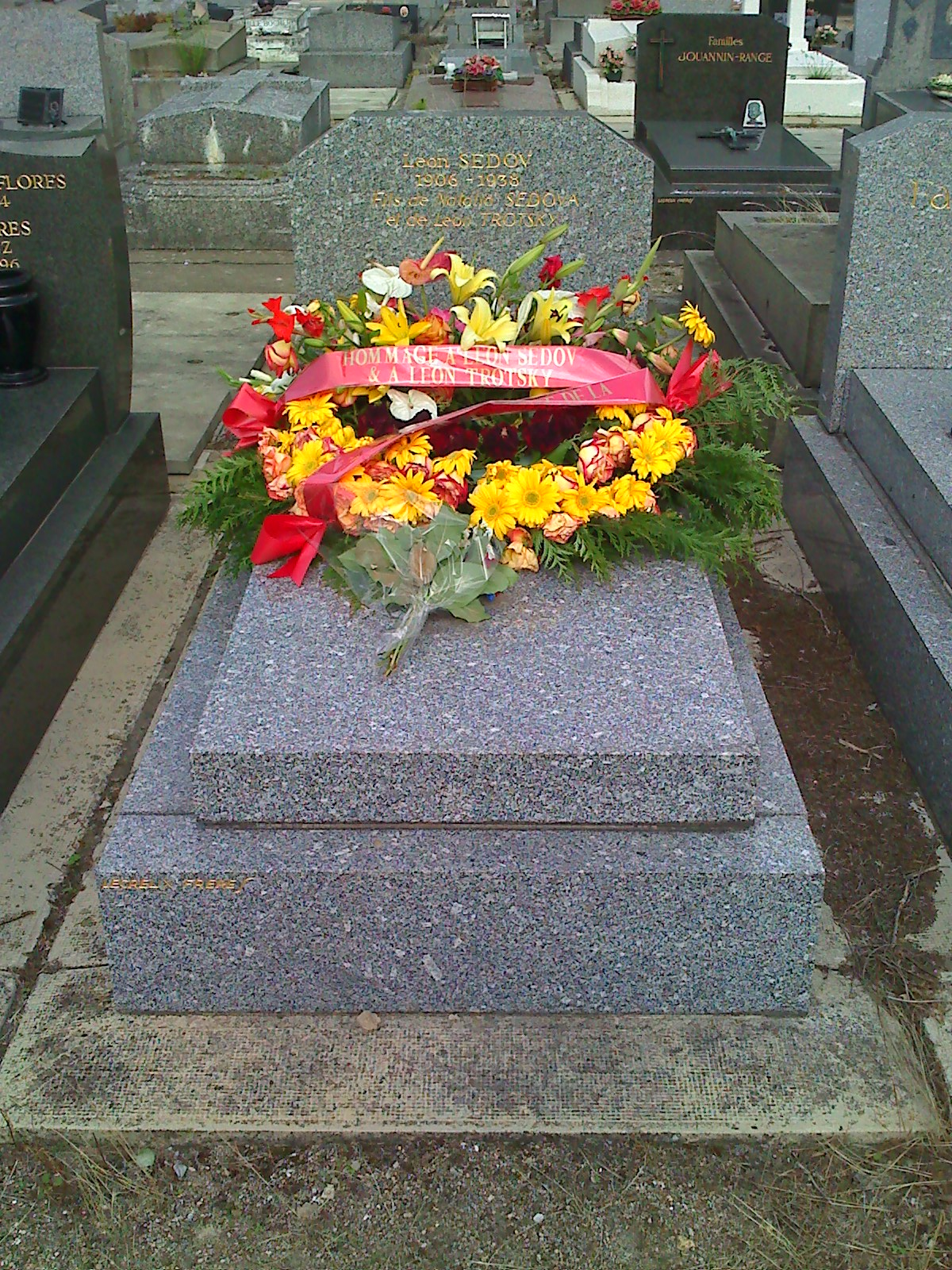
Das Grab von Lew „Léon“ Sedow auf dem Pariser Friedhof von Thiais

Sedow stand seinem Vater politisch sehr nahe und versuchte, ihn, sich und andere Gesinnungsgenossen gegen die Vorwürfe und Lügen Stalins, z. B. in den Moskauer Prozessen, zu verteidigen.
Politisch aktiv wurde er nach Lenins Tod im Jahre 1924, als die Hetzjagd gegen Trotzki begann und die Linke Opposition gegründet wurde. Er folgte seinem Vater – seine eigene Familie verlassend – 1928 ins Exil nach Alma-Ata und von dort ein Jahr später auf die türkische Insel Büyükada, eine der Prinzeninseln bei Istanbul.
Ab Februar 1931 lebte er in Berlin, wo er an der Technischen Hochschule in Berlin-Charlottenburg studierte und das Bulletin der russischen Opposition herausgab. Im Frühjahr 1933 floh Sedow vor den Nationalsozialisten nach Paris. Dort lebte er – ständig beschattet vom NKWD – bis zu seinem Tod am 16. Februar 1938. Er wurde nach einer Blinddarmoperation in einem Pariser Krankenhaus ermordet.

## Veröffentlichungen
- Rotbuch über den Moskauer Prozeß. Dokumente. Editions de Lee, Antwerpen 1936; Reprint: isp-Verlag, Frankfurt 1988, ISBN 3-88332-142-7
- Diverse Artikel im Bulletin der Opposition
- Ein Artikel im Buch The Stalin School of Falsification von Leo Trotzki